# Girls & Boys (pjesma sastava Good Charlotte)
"Girls & Boys" je treći singl s drugog studijskog albuma, The Young and the Hopeless, američkog rock sastava Good Charlotte. Pjesma je objavljena 3. srpnja 2003. godine.

## Glazbeni video
Glazbeni video za pjesmu prikazuje ljude starije dobi kako se ponašaju kao adolescenti. Članovi sastava prikazani su kako se druže s tim ljudima (igraju videoigre i masiraju jedni druge). Na kraju videa, Benji Madden budi se u prizoru starije žene koja nosi njegovu majicu te mu nudi zdjelu pahuljica.
Video za "Girls & Boys" sniman je u predgrađu Ellersliea u Aucklandu, Novi Zealand. Dulja verzija videa prikazuje razgovor između starije žene i sastava, parodirajući time video spot za pjesmu "Complicated", pjevačice Avril Lavigne.